# Ente pubblico di cooperazione intercomunale
In Francia, un ente pubblico di cooperazione intercomunale (abbreviato in EPCI, in francese etablissement public de coopération intercommunale) è una struttura amministrativa che riunisce diversi comuni al fine di esercitare in comune alcune delle loro competenze. Si tratta della forma più avanzata di intercomunalità. È regolata dalla quinta parte del Codice generale delle collettività territoriali.
Discendenti dei distretti, delle comunità di città e dei sindacati d'agglomerazione nuova — che rappresentano forme più antiche di collaborazione intercomunale — gli EPCI contemporanei si sono sviluppati in particolare dopo la legge Chevènement del 1999.
Gli EPCI possono a loro volta collaborare all’interno di poli metropolitani e poli di equilibrio territoriale e rurale, che sono altre forme di intercomunalità dotate dello status di sindacato misto.
Oggi, in linea di principio, ogni comune deve appartenere a un EPCI con fiscalità propria, in virtù della riforma territoriale del 16 dicembre 2010 e della legge NOTRe del 2015; fanno eccezione le isole con un solo comune, che beneficiano di una deroga legislativa: L'Île-d'Yeu, Île-de-Bréhat, Île-de-Sein e Ouessant.

## Tipologie di EPCI
È possibile distinguere due categorie di EPCI.

### EPCI con fiscalità propria
Queste strutture intercomunali hanno il diritto di riscuotere imposte, sotto forma di una tassa aggiunta a quella dei comuni, oppure, in certi casi, al posto dei comuni (per esempio: la tassa unica professionale). Questo significa che l’EPCI vota sull’aliquota fiscale che desidera applicare, nel rispetto delle disposizioni legali.
A partire dalla riforma delle collettività territoriali del 2010, le categorie di EPCI con fiscalità propria sono:
- Le comunità di comuni (communautés de communes);
- Le comunità d'agglomerazione (communautés d’agglomération), se comprendono almeno 50 000 abitanti, con almeno un comune con più di 15 000 abitanti;
- Le comunità urbane (communautés urbaines), per agglomerati con più di 450 000 abitanti;
- Le metropoli (métropoles), create con la legge del 16 dicembre 2010, per agglomerati con oltre 500 000 abitanti che desiderano gestire più competenze rispetto alle comunità urbane.

### EPCI senza fiscalità propria
Tra questi troviamo:
- I sindacati intercomunali, divisi in due categorie:
  - I sindacati intercomunali a scopo unico (SIVU);
  - I sindacati intercomunali a scopi multipli (SIVOM).
- I sindacati misti.

Le risorse dei sindacati intercomunali provengono principalmente dai contributi versati dai comuni membri.
Un sindacato può essere fiscalizzato: in tal caso, percepisce un'imposizione aggiuntiva rispetto a quella dei comuni, riferita ai quattro tributi locali principali. Tuttavia, non può decidere le aliquote fiscali (come fanno le comunità con fiscalità propria), ma vota solo l'importo fiscale desiderato, e l'amministrazione fiscale calcola poi le aliquote necessarie per raggiungere quella somma.
I SIVU e SIVOM sono gradualmente sciolti e integrati negli EPCI a fiscalità propria, per ottenere economie di scala.
In passato, questi sindacati intercomunali esistevano soprattutto tra comuni che non appartenevano allo stesso EPCI, per svolgere servizi che il loro EPCI non poteva gestire (come lo smaltimento rifiuti o il trasporto scolastico). Tuttavia, non includevano sempre tutti i comuni degli EPCI coinvolti.
Oggi si promuove una maggiore solidarietà tra i comuni dello stesso EPCI, e se l’EPCI non può gestire un servizio da solo, partecipa a un sindacato misto, dove tutti i comuni coinvolti cooperano. Questi sindacati misti (e i nuovi poli metropolitani) gestiscono servizi e infrastrutture su scale molto più ampie, come:
- Parchi naturali regionali
- Porti o aeroporti
- Trasporti pubblici a lunga distanza
- Università
- Impianti di riciclaggio specializzati
- Edilizia sociale condivisa

I sindacati intercomunali rimasti all’interno degli EPCI servono oggi solo per servizi non obbligatori che non coinvolgono tutti i comuni, e che non richiedono cooperazione esterna. Spesso sono SIVU nati per gestire un singolo impianto o servizio (come uno stadio, un centro culturale, una mensa scolastica o una stazione di depurazione). Rimangono in vita finché questa funzione non viene trasferita all’EPCI, previa approvazione delle altre municipalità.

## Competenze
Gli EPCI esercitano competenze che sono loro delegate dai comuni membri; alcune di queste competenze possono essere obbligatorie, a seconda della categoria di EPCI considerata. Questi tipi di strutture scelgono competenze obbligatorie e competenze facoltative. Per una stessa competenza, gli EPCI possono inglobare strutture preesistenti (ad esempio, i sindacati per la fornitura di acqua potabile). In particolare, possono adottare schemi di coerenza territoriale (SCOT), a partire dalla Legge sulla solidarietà e il rinnovamento urbano del 13 dicembre 2000.
Il trasferimento delle competenze è deciso tramite delibere concordi dell’organo deliberante dell’EPCI e dei consigli municipali, che devono pronunciarsi secondo le maggioranze richieste per la creazione dell’EPCI. Il consiglio comunale di ogni comune membro ha un termine di tre mesi, a partire dalla notifica al sindaco della delibera dell’EPCI, per esprimersi sul trasferimento proposto. In assenza di delibera entro tale termine, la decisione è considerata favorevole. Il trasferimento di competenze è poi formalizzato da un decreto prefettizio.
Dal punto di vista finanziario, il trasferimento di competenze dà luogo a una valutazione degli oneri trasferiti dai comuni all’EPCI, effettuata dalla CLECT (Commissione locale di valutazione degli oneri trasferiti). Questa commissione calcola un importo di compensazione (che può essere positivo o negativo), il quale viene versato ogni anno dall’EPCI ai comuni membri.
Fino al 15 agosto 2015, data della promulgazione della legge che stabilisce la nuova organizzazione territoriale della Repubblica (Legge NOTRe), le competenze obbligatorie e opzionali erano suddivise per tipo di intercomunalità.
| Intercommunalità                                 | Competenze obbligatorie prima della Legge NOTRe | Competenze facoltative dopo la Legge NOTRe |
| ------------------------------------------------ | --- | --- |
| Sindicati intercomunali a vocazione unica (SIVU) | Una sola competenza | |
| Sindacati intercomunali a scopi multipli (SIVOM) | Molteplici competenze | |
| Sindicato di agglomerazione nuova (SAN)          | | - Pianificazione urbana e investimenti - Alloggi - Trasporto - Reti varie - Creazione di nuove strade - Sviluppo economico |
| Comunità di comuni                               | - Pianificazione territoriale - Iniziative di sviluppo economico | Almeno 4 tra : - Ambiente - Politica abitativa e dello stile di vita - Strade - Strutture culturali, sportive ed educative - Tutti o parte dei servizi igienico-sanitari - Azione sociale di interesse comunitario Tutte o parte delle azioni sociali, in seguito a un accordo con il dipartemento |
| Comunità d'agglomerazione                        | - Sviluppo economico e pianificazione territoriale, - Bilancio sociale dell'edilizia abitativa - Politica urbana | Almeno 3 dei seguenti argomenti: - Fognature, acqua - Tutela e valorizzazione dell'ambiente e della qualità della vita - Pianificazione urbanistica - Manutenzione e gestione di strade e parcheggi - Costruzione di strutture culturali e sportive di interesse comunitario. - Azione sociale di interesse comunitario |
| Comunità urbana                                  | - Sviluppo e pianificazione economica, sociale e culturale dell'area comunitaria - Pianificazione territoriale della comunità - Equilibrio sociale degli alloggi all'interno della comunità. - Politica urbana della comunità - Gestione dei servizi di interesse collettivo - Protezione e valorizzazione dell'ambiente e politica sulla qualità della vita | Tutta o parte dell'azione sociale, in seguito a un accordo con il dipartemento |
| Metropoli                                        | Competenze precedentemente devolute ai comuni: - Sviluppo e pianificazione economica, sociale e culturale - Pianificazione territoriale metropolitana - Politica abitativa locale - Politica urbana - Gestione di alcuni servizi di interesse pubblico - Protezione e valorizzazione dell'ambiente e politica della qualità della vita. Competenze precedentemente devolute al dipartimento: - Trasporto scolastico - Gestione delle strade dipartimentali - Parchi commerciali e promozione della regione e delle sue attività economiche all'estero. Compiti precedentemente affidati alla regione: - Promozione della regione e delle sue attività economiche all'estero. | In seguito a un accordo con il dipartemento: - Azione sociale - Scuole medie - Sviluppo economico - Piano di sviluppo turistico dipartimentale e comitato dipartimentale per il turismo - Musei dipartimentali - Impianti sportivi dipartimentali A seguito di un accordo con la regione: - Scuole superiori - Sviluppo economico Delega dello Stato, su richiesta dell'autorità metropolitana: - Grandi impianti e infrastrutture |

## Situazione al1ºgennaio2024
Al 1º gennaio 2024, il numero totale di strutture intercomunali in Francia è di 9 883, suddivise come segue:
| Categoria                        | Numero | Tipo                                             | Numero | Comuni raggruppati |
| -------------------------------- | ------ | ------------------------------------------------ | ------ | ------------------ |
| EPCI con fiscalità propria       | 1 254  | Metropoli                                        | 21     | 912                |
| EPCI con fiscalità propria       | 1 254  | Comunità urbane                                  | 14     | 659                |
| EPCI con fiscalità propria       | 1 254  | Comunità d'agglomerazione                        | 229    | 7 586              |
| EPCI con fiscalità propria       | 1 254  | Comunità di comuni                               | 990    | 25 716             |
| Sindacati e altri raggruppamenti | 8 629  | Sindacati intercomunali a scopo unico (SIVU)     | 4 533  |                    |
| Sindacati e altri raggruppamenti | 8 629  | Sindacati intercomunali a scopi multipli (SIVOM) | 1 199  |                    |
| Sindacati e altri raggruppamenti | 8 629  | Enti pubblici territoriali                       | 11     |                    |
| Sindacati e altri raggruppamenti | 8 629  | Sindacati misti                                  | 2 739  |                    |
| Sindacati e altri raggruppamenti | 8 629  | Poli metropolitani                               | 25     |                    |
| Sindacati e altri raggruppamenti | 8 629  | Poli di equilibrio territoriale e rurale (PETR)  | 122    |                    |

Dei 34 935 comuni esistenti al 1º gennaio 2024, solo quattro non sono inclusi in alcun EPCI:
L'Île-d'Yeu, Île-de-Bréhat, Île-de-Sein e Ouessant.